# 129114 Oliverwalthall
129114 Oliverwalthall è un asteroide della fascia principale. Scoperto nel 2004, presenta un'orbita caratterizzata da un semiasse maggiore pari a 3,2053765 UA e da un'eccentricità di 0,0610104, inclinata di 12,95505° rispetto all'eclittica.